# PCL-161
Le PCL-161 est un obusier automoteur de 122 mm monté sur un camion 4x4 qui est utilisé par la force terrestre de l'Armée populaire de libération.

## Développement
Le PCL-161 a été dévoilé pour la première fois lors d'exercices dans la région autonome du Tibet en octobre 2020. Il est supposé être le successeur l'obusier de 122 mm monté sur camion PCL-09. Il a été développé au même moment et doit effectuer les mêmes missions que le PCL-171, les deux véhicules disposent du même armement mais le PCL-171 est monté sur un châssis 6x6 au lieu d'un châssis 4x4.

## Description
Le PCL-161 dispose d'un obusier type 96 (D-30) de 122 mm avec chargeur semi-automatique et système de contrôle de tir numérique. La portée est de 22 km avec des munitions conventionnelles et 30 km avec des projectiles assistés par fusée. Il présente diverses améliorations par rapport au PCL-09, notamment une meilleure précision de tir et la possibilité de tirer directement vers l'avant du véhicule. Le PCL-161 est doté d'un système de chargement semi-automatique identique à celui du PCL-181, où l'opérateur place la charge propulsive sur le bras de chargement et le bras de chargement installe la charge propulsive et l'obus dans la culasse. Cela permet d'atteindre une cadence de tir d'environ 4 à 6 coups par minute. Le système de conduite de tir est également identique à celui du PCL-181, avec calcul automatique et ajustement du canon via l'ordinateur de conduite de tir monté sur le véhicule. Le canon est compatible avec toutes les munitions du type 96 ainsi que du D-30 soviétique et globalement avec presque toutes les munitions de 122 mm. Il est également capable de tirer des obus à guidage laser.
Le châssis du camion est basé sur la série de camions tactiques FAW MV3 (en), en particulier la variante 4×4 CTM-133. Pendant le combat, deux stabilisateurs verticaux avant et deux stabilisateurs arrière sont déployés et enfoncés dans le sol pour amortir le recul. Pour fonctionner à plein potentiel le PCL-161 doit être opéré par 5 personnes qui sont installées dans la cabine blindée à 4 portes.
Un de ses gros avantages et sa rapidité de mise en œuvre, il faut environ 1 minutes à l'obusier pour passer de son mode de combat à son mode de transport ce qui lui permet d'être moins vulnérable à la contrebatterie ennemie. Son faible poids lui permet d'être utilisé dans les hautes montagnes comme au Tibet mais également d'être aérotransporté par la plupart des avions de transport moyen.

## Opérateurs
- Chine: Armée de terre chinoise – 60 véhicules en 2022[8] / 120 véhicules en 2024.